# Маглич фест
Маглич фест је манифестација која окупља све љубитеље српске средњовековне традиције, старих заната и народне игре и песме. Одржава се на платоу поред Манастира Студенице. Основан је 2017. године и одржава се у организацији Туристичке организације Краљева.

## О манифестацији
Циљ манифестације Маглич фест је промоција Долине векова као јединствене културно-историјске целине, са манастирима, црквама и утврђеним градовима из доба Немањића - тврђаву Маглич као и два најзначајнија српска манастира – Студеница и Жича. 
Фестивал обележава средњовековни витешки турнир и наступ оклопљених коњаника. Посетиоци су у прилици да виде како изгледају ткање или израда опанака, мозаика, ковачки занат, дуборез, израда средњовековног накита, верижњаче. На располагању су и џаустинг (борбе оклопљених коњаника на коњима), тап фајт (витешки турнир), коњичке вештине, витешке борбе, витешко село, соколарство, стреличарска дворишта итд.
Прва три пута манифестација је организована на тврђави Маглич, а потом се локација одржавања преселила на плато испред манастира Студеница. План је да се од 2025. године место одржавања врати на тврђаву Маглич.

## Хронологија
1. 2017 - одржан је 21. маја код тврђаве Маглич. [2]
2. 2018 - одржан је 5. маја код тврђаве Маглич.[3]
3. 2019 - одржан је 25. маја код тврђаве Маглич.[4]
4. 2021  - одржан је 4. септембра на платоу испред Манастира Студенице.[5]
5. 2022 - одржан је 4. септембра на платоу испред Манастира Студенице. [6]
6. 2023 - одржан је 3. септембра на платоу испред Манастира Студенице.[4]
7. 2024 - одржан је 7. септембара на платоу испред Манастира Студенице.[7]
8. 2025 - биће одржан 7. септембра